# La Escucha
La Escucha es un lugar que pertenece a la parroquia de Valliniello en el concejo de Avilés (Principado de Asturias). Se encuentra a 8 m s. n. m. y está situada a 4,00 km de la capital del concejo, Avilés. 

## Población
Desde el año 2001  está despoblado y, por tanto, en 2020 contaba con una población de 0 habitantes (INE 2020) .